# ブロードキャスト・リファレンス・モニター
ビデオ・リファレンス・モニター（英語: video reference monitor）は、ブロードキャスト・リファレンス・モニター（英語: broadcast reference monitor）または単にリファレンス・モニター（英語: reference monitor）とも呼ばれる。ビデオ・サーバ、統合されたレシーバー/デコーダー 、ビデオカメラ、VCRまたはDVDプレーヤーからのプレイアウトなど、ビデオ生成デバイスの出力を監視するために使用されるテレビに似た特殊なディスプレイデバイス。
プロフェッショナル・オーディオモニタリング機能がある場合とない場合がある。テレビとは異なり、ビデオモニターにはチューナーがないため、テレビ受信機のように無線放送を個別にチューニングすることはできない。ビデオモニターの一般的な用途の1つは、テレビ局、テレビスタジオ、中継車、および中継放送で、放送エンジニアがシステム全体のアナログ信号とデジタル信号の信頼性チェックにビデオモニターを使用する。ポストプロダクション中にキャリブレーションされている場合は、カラーグレーディングにも使用できる。
ビデオモニターの一般的な表示タイプ
- ブラウン管
- 液晶表示装置
- プラズマディスプレイ
- OLED

セキュリティのための一般的な監視形式
- コンポジットビデオ
- Sビデオ

## ブロードキャスト・リファレンス・モニター
テレビまたはテレビスタジオ施設では、ビデオエンハンスメントを実行せず、可能な限り正確な画像を生成しようとするためビデオコンプライアンスにはブロードキャスト・リファレンス・モニターをする必要がある。品質管理の目的で、放送参照モニターは、施設間で（合理的に）一貫した画像を生成し、素材の欠陥を明らかにし、また、そこにない画像アーティファクト（エイリアシングなど）を導入しないようにする必要がある。ソースマテリアル。放送モニターは、ビデオスケーラー、ラインダブリング、コントラスト比などの画像強調などのビデオ後処理を回避しようとする。ただし、固定ピクセル構造のディスプレイ技術（例： LCD、プラズマ）は、SD信号を表示するときに画像スケーリングを実行する必要がある。これは、信号に非正方形ピクセルが含まれているのに対し、ディスプレイには正方形ピクセルがあるため。LCDとプラズマも本質的にプログレッシブディスプレイであり、インターレースビデオ信号でインターレース解除を実行する必要がある場合がある。
一部のプロフェッショナルビデオブロードキャストモニターは、受信している可能性のある現在のビデオ信号フォーマットなどの情報を画面に表示する。576i 、480iなどの標準画像解像フォーマット、または720pや1080pなどの高精細度フォーマット。（4:3または16:9）などの一般的なアスペクト比を切り替えるための機械的ボタンや、画像のアンダースキャンまたはオーバースキャンを行ってビデオの垂直帰線区間（VBI）の線を確認し、VBIの字幕が正しく挿入されているか否かを確認する。最新の放送グレードのプロフェッショナルモニターには、セーフ・エリアグリッドジェネレーターも搭載されており、ローワー・サードなどのテレビグラフィックをそれぞれのエリア内に配置できるグラフィックセーフ、タイトルセーフ、アクションセーフである。
放送局の一般的な監視形式
- コンポーネントビデオ
- コンポジットビデオ
- シリアルデジタルインターフェース（SDI、SD-SDIまたはHD-SDI）

### 特徴
プロフェッショナルビデオモニターには、コンシューマーモニターにはないさまざまな機能がある。
- Conforms to colorimetry standards such as the SMPTE C, Rec. 709, or EBU primaries.
- SDI inputs / outputs.
- AES/EBU Audio decoding.
- Genlock input.
- GPI interface – for receiving external triggers.
- Modular expansion card slots that support SD-SDI or HD-SDI single link or dual-link HD-SDI cards.
- Safe area cage.
- Rack mountable.